# Sierra Nevada (stazione sciistica)

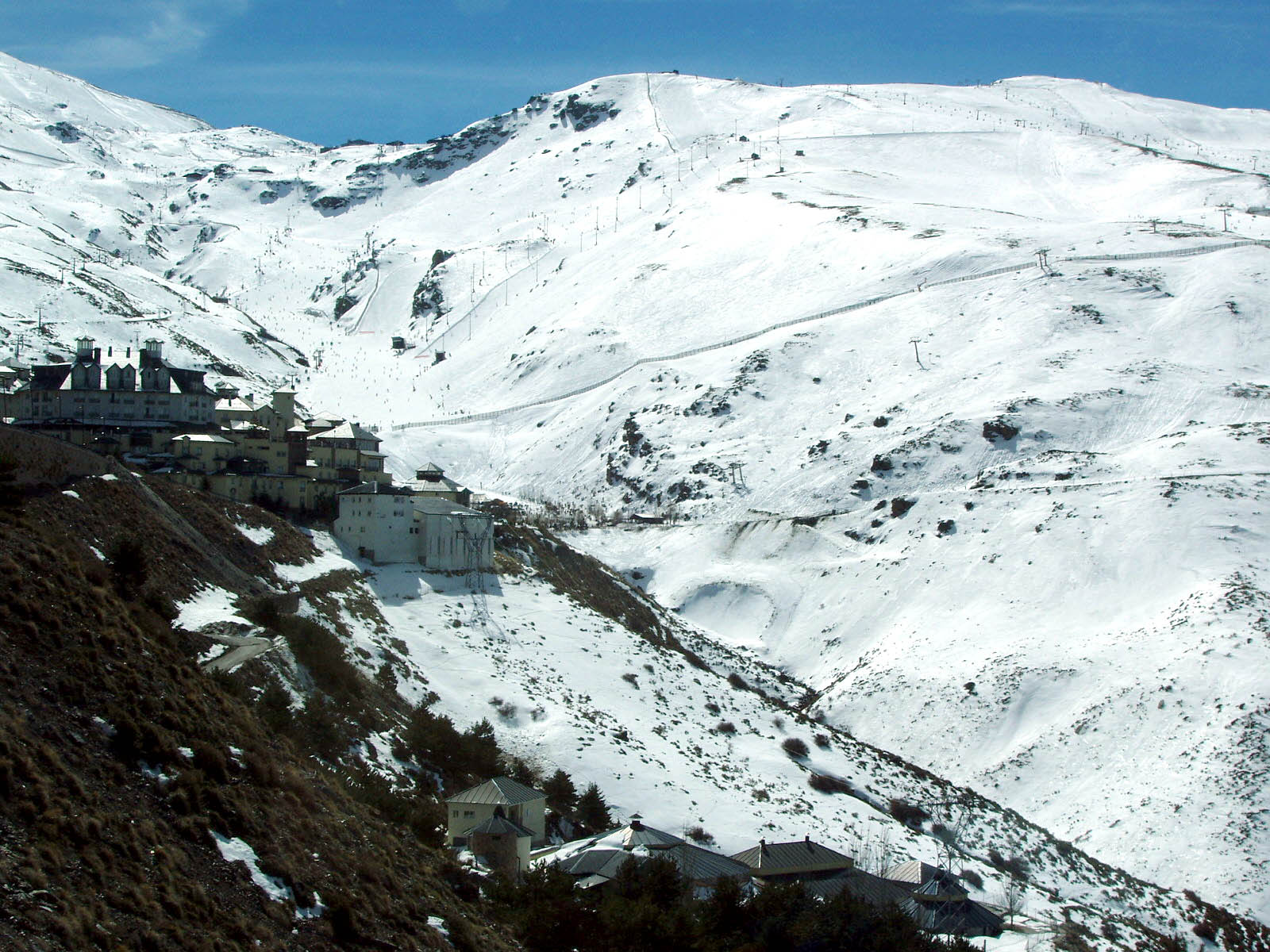
La stazione sciistica di Sierra Nevada

La stazione sciistica della Sierra Nevada è situata nel parco nazionale della Sierra Nevada, nel territorio di Monachil, in Spagna. Si trova a 27 km da Granada e a circa 100 da Motril, la città costiera più vicina.
Si tratta della località sciistica situata più a sud del continente europeo oltre ad essere, tra le spagnole, quella situata alla maggior altitudine (tra i 2.100 e i 3.300 metri). Il comprensorio è formato da 103 piste, per un totale di circa 95 km.
Fu scelta, prima volta per una località spagnola, per ospitare i campionati mondiali di sci alpino del 1995, poi rimandati al 1996 a causa della mancanza di neve. È inoltre un centro turistico anche estivo ed ha ospitato i mondiali di mountain bike nel 2000.